# ベルグレービアの醜聞
『ベルグレービアの醜聞』（ベルグレービアのしゅうぶん、英: A Scandal in Belgravia）は、BBCが2012年に制作したドラマ『SHERLOCK』のシーズン2・エピソード1である。
原案は『ボヘミアの醜聞』"A Scandal in Bohemia"（1891年）である。

## あらすじ
物語は前作『大いなるゲーム』でのクリフハンガーからスタートする。シャーロックとジョンは、プールサイドで2人を狙撃手に狙わせたジム・モリアーティと対峙している。2人は自分たちが死んででもモリアーティを消すことを選び、シャーロックが拳銃で爆弾に当たりを付ける。ところが、そこに掛かってきた電話がモリアーティの気を変え、彼が立ち去って2人は助かる。
後日シャーロックは、レストレードから、放置車両のトランクで見つかった遺体の件を依頼される。遺体の男性は、デュッセルドルフ行きの飛行機へ搭乗手続きを行なっていたが、何故かロンドンで発見された。更に彼の搭乗するはずだった便は、爆弾テロにより墜落していた。シャーロックは現場に赴くが、推論を絞り込めない。
続いてシャーロックとジョンはバッキンガム宮殿に呼び出され、マイクロフトと王室侍従から、アイリーン・アドラーの件を依頼される。彼女はBDSMサービスを生業（）としており、王室関係者の若い女性顧客の写真が手元にあることを知らせてきた。シャーロックは、他に要求もせず、ただ写真の存在だけを知らせてきた彼女の行動に興味を抱き、この依頼を引き受ける。
2人はその後アイリーンの邸宅に向かい、芝居を打って入り込む。シャーロックは全裸で現れたアイリーンに圧倒され、素性について推理ができない。ジョンが作戦的に起こした火災騒ぎで、シャーロックは写真の収められた隠し金庫に気付くが、そこに銃で武装した3人組が現れ、シャーロックとジョン、アイリーンの3人を脅す。シャーロックは金庫のパスがアイリーンのスリーサイズであること、そして金庫内に銃が仕掛けられていることを推理し、仕掛けを逆手に取って襲撃者に逆襲すると共に、写真が収められたアイリーンのスマートフォンを盗み出す。一方アイリーンは、シャーロックに薬物を注射して、スマートフォンを取り返し逃走する。
季節は過ぎてクリスマスになり、ベーカー街221Bでパーティが開かれている。シャーロックの携帯にメールが届き、アイリーンのスマートフォンがマントルピースから見つかる。パーティ後、シャーロックはバーツへ顔が潰された女性の遺体を見に行き、そのスリーサイズからアイリーンの遺体だと確認する。
大晦日、外出しようと下宿を出たジョンは、女性に呼び止められる。ジョンはマイクロフトの呼び出しだと勘違いして車に乗り込むが、連れて行かれた先のバタシー発電所ではアイリーンが待ち構えていた。ジョンを追ってバタシーに来たシャーロックは、アイリーンの生存に傷付き下宿へ帰る。
半年後、アイリーンはベーカー街に現れ、顧客へのサービス中に盗撮した暗号を解くようシャーロックに迫る。シャーロックは暗号が航空機の座席指定であることを見抜くが、アイリーンはこの情報を隠れてモリアーティに送信する。そのため、マイクロフトや国防省が計画した「死者のフライト」が頓挫してしまう。政府はこのフライトが爆弾テロの標的だと事前に察知していながら、その事実を隠すため敢えて爆弾を放置していた。代わりに方々から遺体を集めて搭乗客とし、航空機を自動操縦で離陸させた上で、テロ組織に爆破させる計画だった。次の「死者のフライト」となるはずの航空機が離陸するはずのヒースロー空港に呼び出されたシャーロックは、「死者のフライト」となるはずだった航空機の機内で、マイクロフトから自分のせいで計画が頓挫したことと、冒頭レストレードに依頼された事件が同様の計画の一部だったことを告げられる。そこへやって来たアイリーンは、背後でモリアーティから指示を受けていたことを伝え、スマートフォン内の情報と引き換えに、多額の金銭と自分の安全保障を要求する。マイクロフトが要求に屈する前に、シャーロックはパスコードを突き止める。彼がパスコードを入れると、画面には「I AM SHERLOCKED」と表示され、アイリーンが彼に惚れ込んだためのしゃれだったことが分かる。
数ヶ月後、マイクロフトと会ったジョンは、アイリーンがカラチでテロ組織によって殺されたと知らされる。シャーロックが傷付かないようにと、ジョンはマイクロフトの作った偽の筋書きを伝える。シャーロックはマイクロフトがジョンに渡した機密ファイルから、彼女のスマートフォンを抜き出して自分のものにする。
その後場面がカラチに変わり、テロ組織の一味に変装したシャーロックが、アイリーンを逃がしたことが示唆される。

## キャスト

### 本編
シャーロック・ホームズ
演 - ベネディクト・カンバーバッチ、声 - 三上哲
ジョン・ワトスン
演 - マーティン・フリーマン、声 - 森川智之
ハドソン夫人
演 - ユーナ・スタッブス、声 - 谷育子
レストレード警部補
演 - ルパート・グレイヴス、声 - 原康義
マイクロフト・ホームズ
演 - マーク・ゲイティス、声 - 木村靖司
ジム・モリアーティ
演 - アンドリュー・スコット、声 - 村治学
モリー・フーパー
演 - ルイーズ・ブリーリー、声 - 片岡身江
アイリーン・アドラー
演 - ララ・パルヴァー、声 - 永島由子

### オーディオ・コメンタリー
- スー・ヴァーチュー（製作）
- マーク・ゲイティス（製作総指揮、脚本、マイクロフト役）
- スティーヴン・モファット（製作総指揮、脚本）
- ベネディクト・カンバーバッチ（シャーロック役）
- ララ・パルヴァー（アイリーン役）

## スタッフ
- 脚本 - スティーヴン・モファット
- 脚本共同制作者 - マーク・ゲイティス
- 監督 - ポール・マクギガン
- プロデューサー - スー・ヴァーチュー
- 音楽 - デヴィッド・アーノルド、マイケル・プライス（英語版）
- 撮影監督 - ファビアン・ヴァーグナー（英語版）[注 4]
- 美術監督 - アーウェル・ウィン・ジョーンズ
- 編集 - チャーリー・フィリップス
- エグゼグティブ・プロデューサー（PBS マスターピース） - レベッカ・イートン
- エグゼグティブ・プロデューサー（BBC） - ベサン・ジョーンズ
- 製作総指揮 - スティーヴン・モファット、マーク・ゲイティス、ベリル・ヴァーチュー

## 原作との対比
原案は『ボヘミアの醜聞』"A Scandal in Bohemia"（1891年）である。
ベーカー街にやってくる依頼人の設定には、原典に例を引くものがいくつか存在する。ジョンのブログのタイトルにもなっている「The Geek Interpreter」（オタクな通訳者）は『ギリシャ語通訳』（原題：The Greek Interpreter）、「The Speckled Blonde」（まだらなブロンド）は『まだらの紐』（原題：The Speckled Band）に由来する。またジョンのブログのカウンターが「1895」で止まっているが、原典における1895年は『ブラック・ピーター』冒頭で「ホームズが最も活躍した年」とされている。

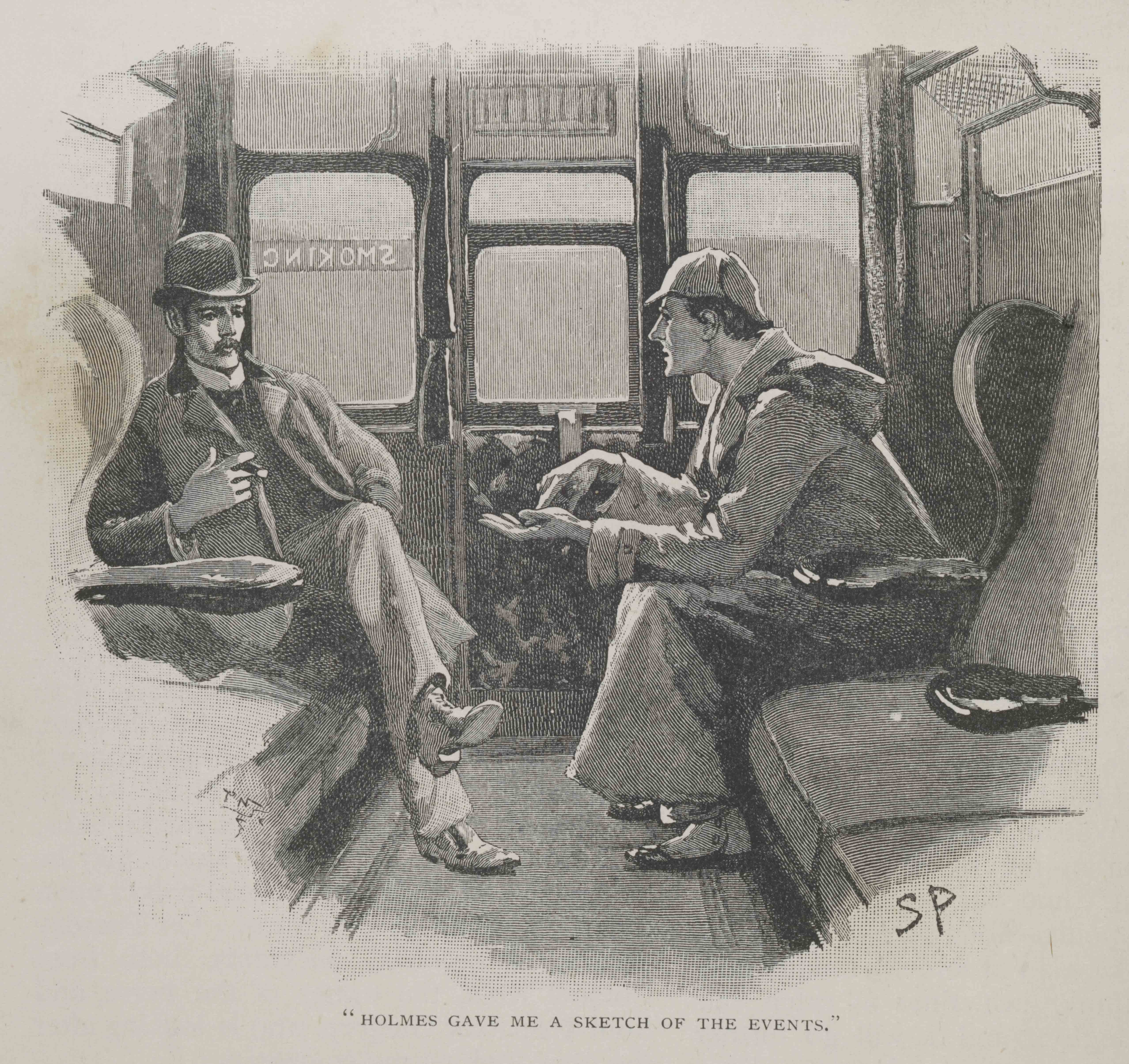
ストランド・マガジンに掲載された、シドニー・パジェットによる『銀星号事件』の挿絵。ホームズが鹿撃ち帽を被っている。

本作では、シーズン中初めてシャーロックが鹿撃ち帽を被るシーンがある。シドニー・パジェットの挿絵で定着したホームズ像ではあるものの、実は原典中に彼が鹿撃ち帽を被るシーンは存在しない。これについてモファットは、「前のシーズンを見た人はこんなことしないと思ってただろうけど、僕らは被せる気満々だよ！」とコメンタリーで語っている。
ハドスン夫人が、冷蔵庫中に保管された親指の標本について文句を言うが、『技師の親指』には、殺されかかって逃げる途中に、親指を切り落とされた依頼人の話が出てくる。
草原でブーメランによって男性が死亡する事故では、これがオーストラリアの土産物だったことが語られる。原典では『ボスコム渓谷の惨劇』『修道院屋敷』などでオーストラリアが出てくるほか、『四つの署名』での記述から、ワトスンが若い頃オーストラリアにいたことが示唆されている。
シャーロックは「とある高名なお方からの依頼」としてアイリーンの一件を引き受けるが、原案となった『ボヘミアの醜聞』ではボヘミア王が依頼主とされている。また、『高名な依頼人』では、名前を隠してホームズに依頼してきた人物が、当時の英国王エドワード7世だったと示唆される。バッキンガム宮殿でのシャーロックへの依頼シーンは、この2作を混ぜ合わせたような作りをしている。
アイリーン宅を訪問したシャーロックは、首元にカラーを付けている。これは『ボヘミアの醜聞』でアイリーン宅に侵入するため、ホームズが「聖職者」（英: Nonconformist clergyman、直訳は「非国教徒の聖職者」）に扮したことに由来する。またジョンがチラシに火を付けて陽動作戦に出るが、原典のホームズも発煙筒を用いた偽装火事で写真のありかを突き止めている。
アイリーン邸で金庫の仕掛けに気付いたシャーロックが「バチカンのカメオ！」と叫ぶシーンは、差し迫った危険を知らせる時の合い言葉として、『三の兆候』・『最後の問題』などでも用いられている。なおこの「バチカンのカメオ」とは、『バスカヴィル家の犬』で登場する語られざる事件の一つである。
ベーカー街にアイリーンがやって来た後、シャーロックはストランド街に貸金庫を借りたと言うが、『赤髪連盟』には、ホームズが店員の素性を確かめるためストランド街までの道筋を訪ねるシーンがある。また、原典が連載されていたのは、ストランド・マガジンという雑誌である。
本作では、ジョンのフルネームが「ジョン・ヘイミッシュ・ワトスン」（英: John Hamish Watson）であると明かされる。これはワトスンのフルネームが「ジョン・H・ワトスン」とされていること、さらに『唇のねじれた男』で彼が妻に「ジェームズ」と呼ばれることから、作家でシャーロキアンのドロシー・L・セイヤーズが発表した説に基づく。「ヘイミッシュ」 (Hamish) とは、スコットランド・ゲール語を転記したもので、英語の「ジェームズ」に相当する名前である。
アイリーンがマイクロフトの自宅でホームズ兄弟と交渉するシーンでは、マイクロフトが袖元で何かメモをするシーンがある。ゲイティスは当初、カフスにメモを取る描写を入れようとしたが、結局却下されたとコメンタリーで発言している。一方原典には、『海軍条約文書事件』でホームズがカフスにメモを取るシーンがある。
シャーロックは最後にアイリーンの携帯を国防ファイルからくすねるが、原作『ボヘミアの醜聞』でも、事件の記念としてホームズはボヘミア王に彼女の写真を所望している。

## 設定・制作秘話

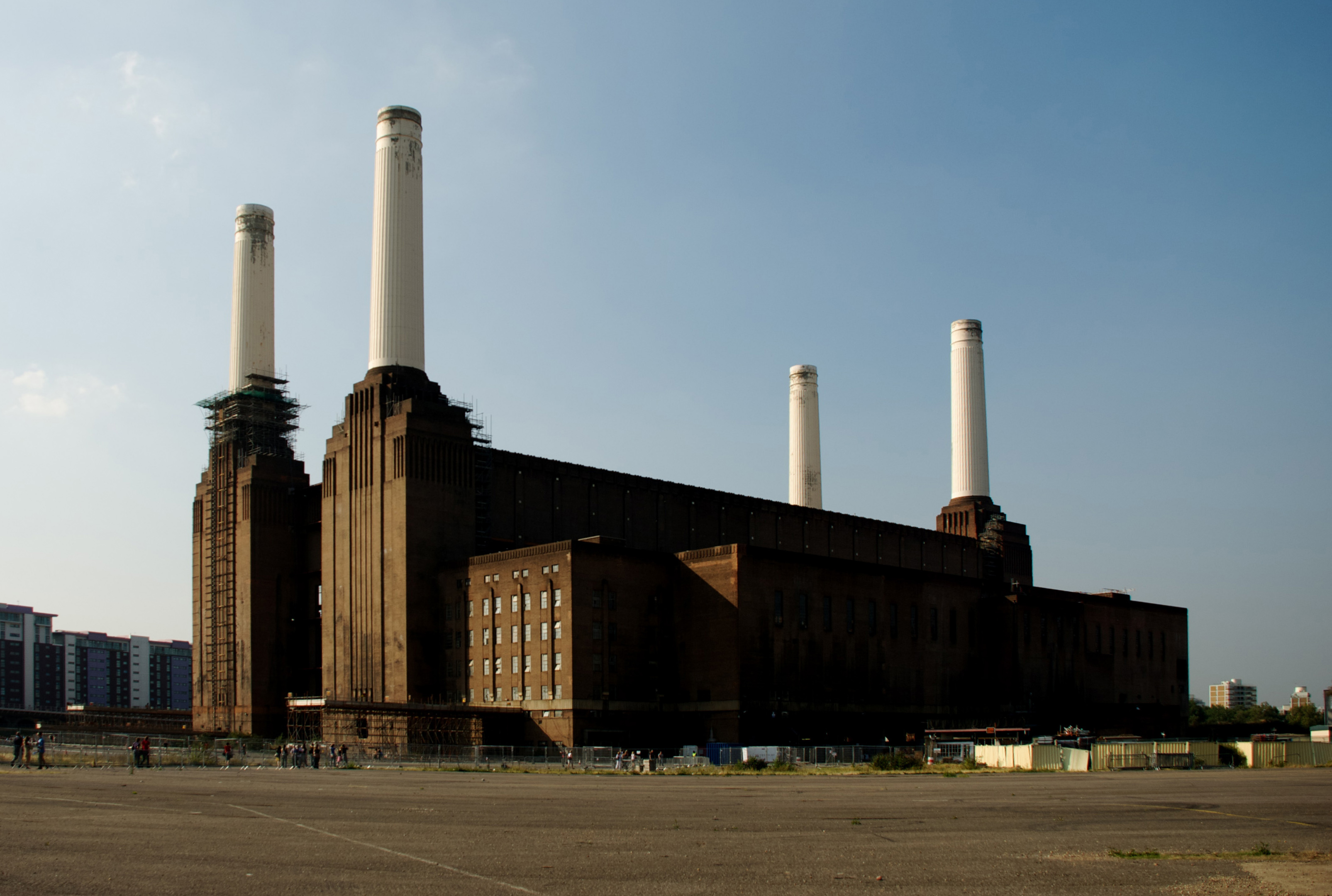
アイリーンとジョンが対面するバタシー発電所。

タイトル中のベルグレービアはロンドン中心部の高級住宅街であり、本作ではアイリーン・アドラーの家が所在する設定になっている。彼女の邸宅の外観は、実際のベルグレービアにあるイートン・スクエア、内装はウェールズ・ニューポートで撮影された。
プールサイドのシーンは、ベッドミンスター (Bedminster, Bristol) のブリストル・サウス・スイミングプールで撮影された。シーズン1・シーズン2の2回の撮影間にプールが改装されてしまい、制作陣が慌てたというエピソードがある。改装は結局軽微なものだったが、モリアーティの正体を隠そうと、前シーズン撮影時にはシーンの記録写真を撮影しておらず、美術班は再現に苦労したという。この場所は少年時代のゲイティスが通ったプールでもあった。
プールサイドで流れる、モリアーティの携帯の着信音は、ビージーズの「Stayin' Alive」である。プロデューサーのスー・ヴァーチューが参列した葬儀中に、参列者の着信音としてこの曲が流れたエピソードに由来し、この話の場違い感からこの曲が採用された。
モファットは「死者のフライト」シーンについて、映画『女王陛下の007』でお蔵入りになったシーン（地下鉄に死体が並んでいるシーン）から着想を得たとコメンタリーで言及している。本話では他にもボンド作品へのオマージュがあり、チャーター機のコードには「007」、作戦名には「ボンドエア」の名が当てられている。また、相手の爆弾テロ作戦が分かっていながらフライトをさせたのは、第二次世界大戦中、イギリス軍がエニグマ暗号を解読していながら、ドイツ軍にコヴェントリー爆撃をさせた逸話に由来する（台詞で言及がある）。「死者のフライト」として飛行するはずだったロンドン発ボルチモア行きのボーイング747-400型機には、ブリティッシュ・エアウェイズで運用されていたG-BNLB機が撮影に使用された。
作中バッキンガム宮殿内とされたのは、ロンドン大学のゴールドスミス・カレッジである。
シャーロックの自室には、元素周期表と日本語で書かれた講道館の黒帯免状が貼られている。後者は『空き家の冒険』で、大陸でホームズの命を救った日本の武術「バリツ」にオマージュをかけたものである（モファットがコメンタリーで「バーティツ」と明言している）。マーク・ゲイティスはコメンタリーで、この部屋にはエドガー・アラン・ポーの写真も飾られていると明かしている。
ベーカー街221Bにマイクロフトがやってきたシーンで、シャーロックの持っている新聞には、病院（＝バーツ）改修の記事が載っている。これはシーズン2第3話『ライヘンバッハ・ヒーロー』の伏線である。
クリスマス・パーティのシーンでジョンの彼女ジャネットを演じているのは、チャールズ・チャップリンの孫・ウーナ・チャップリンである。
アイリーンとジョンが対峙（）するシーンでは、バタシー発電所がロケ地になったが、この発電所は放送後に再開発が始まっている。なお撮影に使われたスイッチルームが、モンティ・パイソン『人生狂騒曲』や『英国王のスピーチ』でも登場するなど、バタシー発電所は英国の様々なポップカルチャー作品でも使われている施設である。
作中で新年を迎えた際に、シャーロックが「オールド・ラング・サイン」（蛍の光の原曲となったスコットランド民謡）を弾いているが、英国では新年を祝う曲としてポピュラーなものである。
撮影には影響しなかったものの、本作のロンドンロケ中には、ロンドン暴動が起きていたことがコメンタリーで語られている。